# Müllstation
Müllstation ist eine Punkband aus Eisleben in Sachsen-Anhalt. Sie wurde 1980 in der DDR gegründet und zählt inzwischen zu den dienstältesten Punkbands Deutschlands.

## Bandgeschichte
Die Band wurde im Februar 1980 von Sänger Harty Sachse („Steve Aktiv“) und Frank Baur gegründet, wobei sich die Bandmitglieder anfangs noch mit Töpfen als Trommeln und einer selbstgebauten Gitarre behalfen.
1982 traf sich die Band vor dem Palast der Republik in Ost-Berlin mit 2 Moderatoren vom NDR (Tim Renner und Thomas Meins), die Aufnahmen von Müllstation und der Band Menschenschock mit nach Hamburg nahmen. Diese wurden am 20. September 1982 in der Sendung „Club“ auf NDR 2 gespielt.
Über die Jahre spielten Müllstation des Öfteren in der Christusgemeinde zu Halle zusammen mit Bands wie Schleim-Keim, Wutanfall, Größenwahn und Betonromanze.
Zur Band kamen später noch Susanne „Susi“ Horn am Bass sowie Volker Eschke und Mike Beelitz an den Gitarren hinzu. Nach Auflösung 1989 und Reunion 1990 übernahm Frank Baur die Gitarrenparts und Ralf „Ralle“ Brauer kam als neuer Drummer dazu, wurde aber bald von Roy Hoffmann und schließlich 1995 von Jürgen „Grahli“ Grahl (vorher bei Abraum und NFP) abgelöst. Ende der 1990er kam statt Susi als neue Bassistin Melanie Stütz zur Band, seit 2002 dann Alex Zschaege (vorher KVD, NFP).
Frank Baur und Jürgen Grahl betätigen sich zusätzlich mit nicht-Müllstation Mitglied Toralf Schwarz noch in einem Nebenprojekt namens The Morlox. The Morlox spielen Surf mit slawischen Einflüssen.

## Diskografie
- 1990: Plunder (MC – Rat-Tape Records)
- 1991: Punk lebt (MC – Aggressive Punk Tapes)
- 1991: Schrei Los! (MC – Trash Tape Rekords)
- 1991: Sei Dagegen! (MC – Trash Tape Rekords)
- 1991: Mach Mit (MC – Trash Tape Rekords)
- 1993: Wir sind dabei! (LP/CD – Höhnie Records)
- 1993: Punkrockkönig Vom Mansfelder Land (7" – Höhnie Records, Nasty Vinyl)
- 1993: Pogo Im VPKA (7" – Höhnie Records, Nasty Vinyl)
- 1994: 1977 (LP/CD – Höhnie Records)
- 1994: Wünscht fröhliche Weihnacht überall (7" – Nasty Vinyl)
- 1995: Zeitsprung (EP – Trash Tape Rekords)
- 1996: Ratt'n' Roll gegen Altersfalten (CD – Höhnie Records)
- 1998: Limitiert (Split-LP mit Dog Food Five – Schlemihl Records)
- 1999: Zeitbombe (LP/CD – Höhnie Records)
- 1999: Gut gekauft, gern gekauft (EP – Höhnie Records)
- 2000: Schläger in der Straßenbahn (EP – Schlemihl Records)
- 2000: Auf der Suche (EP – Steve Aktiv Records)
- 2002: Arbeitslos – Kein Geld – Keine Freude (EP – Höhnie Records)
- 2005: Anschlag (LP – Höhnie Records / CD – Impact Records)